# 淑慎皇貴妃
淑慎皇貴妃（しゅくしんこうきひ、咸豊9年12月1日（1859年12月24日） - 光緒30年2月28日（1904年4月13日））は、清の同治帝の側妃。満洲鑲黄旗の出身。姓はフチャ（富察）氏（Fuca hala）。員外郎の鳳秀（フンシウ、fungsio）の娘で、孝賢純皇后の伯父の馬斉の七世の孫娘にあたる。

## 生涯
同治11年（1872年）、3年ごとに紫禁城で行われる后妃選定面接試験「選秀女」を受けて合格した。当時は満12歳の少女であった。対照的に、アルテ氏（孝哲毅皇后）はすでに18歳で、史書や詩詞を読み、文章をものした。西太后はフチャ氏を皇后に強く推したが、東太后に拒否され、結局アルテ氏が皇后に立てられた。フチャ氏は「慧妃」（ulhisungge fei）となった。
慧妃は寵愛を受けなかったので、西太后は皇后に憎しみを向け、同治帝としばしば諍いを起こした。同治14年12月5日（1875年1月12日）、同治帝は19歳で早世した。光緒元年（1875年）、孝哲毅皇后も失意のうちに崩じた。 
光緒帝の即位後、西太后により慧妃は敦宜皇貴妃（jiramin acabungga hūwang guifei）に尊封された。光緒20年（1894年）、西太后の大寿（60歳）の祭典で敦宜栄慶皇貴妃（jiramin acabungga derengge urgun hūwang guifei）に尊封された。
光緒30年（1904年）2月28日に紫禁城内で薨去した。「淑慎」と諡され、恵陵の妃園寝の正面真ん中に、最高身位の妃として埋葬された。

## 伝記資料
- 『清史稿』
- 同治11年慧妃冊文